# Aousja
Aousja o Ousja o Aousdja (àrab: عوسجة, ʿŪsja) és un poble del nord de Tunísia, situat entre El Alia i Ras Jebel, uns 48 km al nord de Tunis. Adscrit a la delegació de Ghar El Melh, dins la governació de Bizerta, constitueix una municipalitat amb 5.126 habitants el 2014.

## Administració
Forma una municipalitat o baladiyya, amb codi geogràfic 17 17 (ISO 3166-2:TN-12), que s'estén per dos dels quatre sectors o imades de la delegació o mutamadiyya de Ghar El Melh (codi geogràfic 17 61):
- Ousja (17 61 53)
- Zouaouine (17 61 54)